# 금일국민학교 장도분교
금일국민학교 장도분교는 대한민국 전라남도 완도군 금일읍 장원리 43에 있었던 국민학교 분교이다.

## 연혁
- 일자미상 금일국민학교 장도분교 설립 인가
- 1955년 7월 6일 장도분교장 개교
- 1967년 4월 1일 도서벽지학교 '을'급 지정
- 1968년 5월 1일 도서벽지학교 '갑'급 조정
- 1979년 2월 1일 도서벽지학교 '특'급 조정
- 1982년 3월 1일 도서벽지학교 '갑'급 조정
- 1986년 1월 1일 도서벽지학교 '가'급 조정
- 1991년 6월 19일 폐교 및 금일국민학교 통폐합